# Näverlapp
Een näverlapp (Zweeds voor stukje berkenbast) is een zeer primitief Zweeds volksmuziekinstrument, dat bestaat uit een dun stukje berkenbast van twee tot drie vierkante centimeter. Dit houtje heeft een afgeronde bovenkant en wordt geplaatst tussen de lippen en ondertanden. Wanneer men een dunne luchtstroom over het houtje blaast wordt een heldere sterke toon geproduceerd, die doet denken aan een klarinet. Het bereik is echter veel kleiner: er zijn op de näverlapp slechts anderhalf octaaf mogelijk. Zodra het houtje door speekselvocht verzadigd raakt na enige minuten van bespeling gaat de klank snel achteruit.

## Opname
- Jan Lundström bespeelt de näverlapp in enige liedjes op de cd Låtar från Hedemora och Säterbygden (op label Wisa WISC 724 (MC), 1990)